# 血紅絲膜菌
血紅絲膜菌，是絲膜菌屬的一種真菌。

## 分類
奧地利博物學家弗朗茲·薩維爾·馮·烏爾芬在1781年將該物種描述為Agaricus sanguineus，報告稱其出現在克拉根福和埃本塞爾周圍的冷杉林中，並在10月出現。他注意到其非常漂亮且可食用。 種加詞為拉丁語，意為「血腥」。塞缪尔·弗里德里克·格雷在其1821年的著作《英國植物的自然排列》（A Natural Arrangement of British Plants）的第一卷中將Cortinarius確立為一個屬，並將該物種記錄為Cortinaria sanguinea。
弗里德里希·奧托·溫什於1877年將其描述為Dermocybe sanguinea。大多數真菌學家僅將Dermocybe保留為絲膜菌屬的一個亞屬，因為在遺傳上所有物種都屬於後者屬。
它與Cortinarius puniceus密切相關，其生長在英國和法國的橡樹和山毛櫸下。

## 描述
血紅絲膜菌的菌蓋凸起，稍後變平，寬2-5 cm（0.8-2 英寸），其表面覆蓋著從中心放射的絲質纖維。菌柄通常與菌蓋顏色相同或更淺。它又長又細，呈圓柱形，高3-6 cm，寬0.3-0.8 cm。菌蓋絲膜及其殘餘物是紅色的。菌褶貼生。它們最初是血紅色的，但隨著孢子成熟而老化後變成棕色。紫紅色的菌髓有一種令人愉快的氣味。孢子印是鐵鏽色的，橢圓形孢子本身尺寸為7-9 µm到4-6 µm，並且很粗糙。
血紅絲膜菌秋季時生長在針葉林中，可食用。它的色素可用作羊毛染料，使羊毛呈現粉紅色、紫色或紅色。
血紅絲膜菌的主要色素是大黃素、dermocybin和dermorubin。